# Episparis brunoi
Episparis brunoi is een vlinder uit de familie spinneruilen (Erebidae). De wetenschappelijke naam is voor het eerst geldig gepubliceerd in 1982 door Pelletier.
De soort komt voor in tropisch Afrika.